# 香川行景
香川 行景（かがわ ゆきかげ）は、戦国時代の武将。安芸国の香川氏当主で安芸武田氏の家臣。父は香川吉景で、弟に香川元景。安芸国八木城主。通称は兵庫助。

## 生涯
文明17年（1485年）、香川吉景の子として生まれ、父の隠居後に、その家督を継いだ。
永正14年（1517年）、武田元繁に従い、吉川領であった有田城の攻略に参加した。城主の小田信忠は必死の防戦に努め、ついには吉川・毛利連合軍が救援に駆け付けて武田軍と対峙した。武田軍は兵力において圧倒的に優勢であったが、先陣の熊谷元直が毛利軍に討ち取られると、それに激昂した武田元繁は、先頭を切って吉川・毛利連合軍へと突撃した。そのため、又打川を渡河する途上で矢が命中し、討死を遂げた。
熊谷元直に続き、総大将の武田元繁が討死したのを見た香川行景は、一度今田にまで撤退したが、「再度吉川・毛利連合軍と戦うべき」と、主戦論を訴えて、己斐宗瑞と共に、吉川・毛利連合軍に突撃して討死した（有田中井手の戦い）。享年33。
行景死後、家督は弟の元景が継いだ。

## 関連作品
- 『毛利元就』（1997年、NHK大河ドラマ、演：俵一）